# Stephen Clemence
Stephen Neal Clemence (Liverpool, 31 marzo 1978) è un allenatore di calcio ed ex calciatore inglese, di ruolo centrocampista.